# Durium caffrum
Durium caffrum är en insektsart som beskrevs av Stsl 1866. Durium caffrum ingår i släktet Durium och familjen Tropiduchidae. Inga underarter finns listade i Catalogue of Life.